# Manuel Puig Miyar
Manuel Lorenzo Puig Miyar (Santiago de Cuba, Provincia de Santiago de Cuba, Cuba, 10 de agosto de 1928 - La Habana, Cuba, 20 de abril de 1961) fue un remero cubano. Compitió en el evento de cuatro timoneles masculino en los Juegos Olímpicos de Londres 1948. Fue ejecutado por su papel en la Invasión de bahía de Cochinos.

## Carrera
A los 18 años se mudó a La Habana y terminó sus estudios en el colegio La Salle. Fue miembro del equipo de fútbol de la Universidad de La Habana. Fue apodado como Ñongo y compitió junto con su hermano Ramón Puig Miyar en los Juegos Olímpicos de Londres 1948 como miembro del equipo nacional de remo 
Se casó con Ofelia Arango  en 1949 con quien tuvo 4 hijos. Fue miembro de grupos clandestinos que luchaban contra Fulgencio Batista en el marco de la Revolución cubana. Tras la toma del poder por parte de Fidel Castro no pasa mucho tiempo antes de que el nuevo régimen iniciara una serie de nuevas campañas represivas en las que su hermano Ramón Puig Miyar es arrestado, por lo que Manuel Puig parte al exilio, allí se une a la Brigada de Asalto 2506.

## Ejecución
Se infiltró en Cuba con la misión de planificar un levantamiento interno junto al Comandante Humberto Sorí Marín para derrocar al gobierno de Fidel Castro pero fueron descubiertos y ejecutados en la Fortaleza de San Carlos de La Cabaña junto con otros 5 compañeros. Su esposa Ofelia Arango también fue encarcelada y cumplió una pena de prisión.